# PVARP
PVARP ist ein Akronym für „Post Ventricular Atrial Refractory Period“ (englisch „post ventrikuläre-atriale refraktär Zeit“) oder auch ventrikuläre Refraktärzeit. Dies ist ein Parameter, welcher bei der Herzschrittmacherstimulation von DDD-Schrittmachern eine Rolle spielt. Er beschreibt das zeitliche Intervall nach einer ventrikulären Stimulation oder Sensing, in der der Kanal der atrialen Elektrode auf detektierte Signale nicht reagiert. Dies ist wichtig, um zu verhindern, dass sich der Herzschrittmacher nicht selbst stimuliert und um den eventuell noch bestehenden Eigenrhythmus (z. B. bei intermittierenden Ventrikelstörungen) des Herzens zuzulassen.
Der PVARP-Wert liegt etwa zwischen 100 und 300 ms und wird bei jedem Patienten individuell eingestellt.